# Naufrage du SS Tanaïs
Modèle:Titre mise en forme

Le SS Tanaïs (grec moderne : Τάναϊς), parfois appelé par erreur Danae or Danais (Δανάη / Δαναΐς), est un bateau cargo grec, construit en Grande-Bretagne. Après la défaite de la Grèce pendant la Seconde Guerre mondiale, le navire est réquisitionné par les forces de l'Axe qui occupent le pays. En 1944, un sous-marin de la Royal Navy coule le cargo au large d'Héraklion, en Crète, causant la mort de plusieurs centaines de passagers en cours de déportation : juifs et non-Juifs de Crète ainsi que des civils et prisonniers de guerre italiens. Les sources ne s'accordent pas sur le nombre de victimes et les estimations varient de 425 à 1 000 morts.

## Le navire
John Blumer and Co Ltd de Sunderland, en Angleterre, construisent le bateau sous le nom de Holywood à la demande de William France, Fenwick and Company of London. Le bâtiment est achevé en janvier 1907. Il s'agit d'un navire cargo à vapeur et ses propriétaires l'exploitent pour le tramping.
Stefanos Synodinos, propriétaire grec de navires, achète le bateau en 1935 ; il le rebaptise Tanaïs, du nom de la cité antique de Tanaïs, dans le delta du Don, et l'enregistre auprès du port autonome du Pirée.
Le 26 mai 1941, pendant la bataille de Crète, la Luftwaffe coule le Tanaïs dans la baie de Souda. Le bâtiment est renfloué, réparé et réquisitionné par Mittelmeer-Reederei (de) (MMR), société sous le contrôle du Troisième Reich, qui exploite des navires cargo sur le front méditerranéen pendant la guerre. MMR utilise le Tanaïs pour transporter des passagers entre les îles Égéennes et la Grèce continentale,.

## Naufrage
Entre le 8 et le 9 juin 1944, le Tanaïs, escorté par l'UJ 2142 (chasseur de sous-marins) et les navires de garde GK 05 and GK 06, vogue depuis Héraklion vers le port du Pirée. Il transporte dans ses cales trois groupes de prisonniers : 265 juifs déportés de La Canée à l'issue d'une rafle menée les jours précédents, jusqu'à 400 non-Juifs de la résistance crétoise et entre 100 et 300 prisonniers de guerre italiens favorables à Pietro Badoglio, arrêtés après l'armistice de Cassibile. Les sources varient sur le nombre de prisonniers crétois et italiens.
Le matin du 9 juin, le sous-marin HMS Vivid repère le Tanaïs à 14 milles marins (26 km) au Nord-Ouest de l'île de Dia, aux coordonnées 35° 35′ N, 25° 11′ E. Le Vivid tire une rafale de quatre torpilles à une distance de 2 200 mètres. Deux d'entre elles touchent le Tanaïs, qui sombre en 12 secondes,,. Le nombre de victimes est inconnu, même s'il est présumé que la majorité des personnes à bord du navire ont péri. Selon une source, seules 14 personnes ont survécu mais une autre estime qu'il y eut 41 survivants.